# S-200 Wega

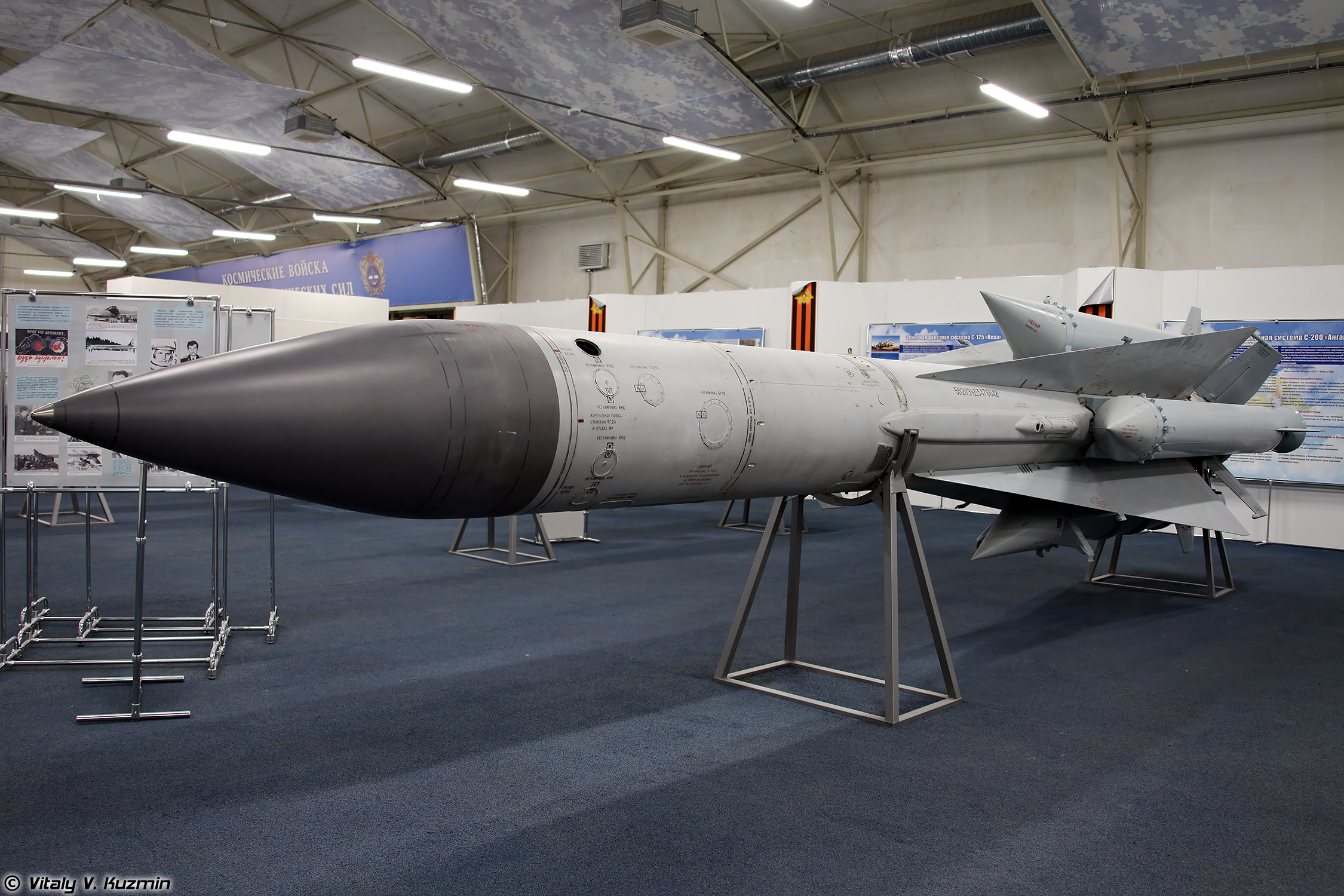
Pocisk 5W28

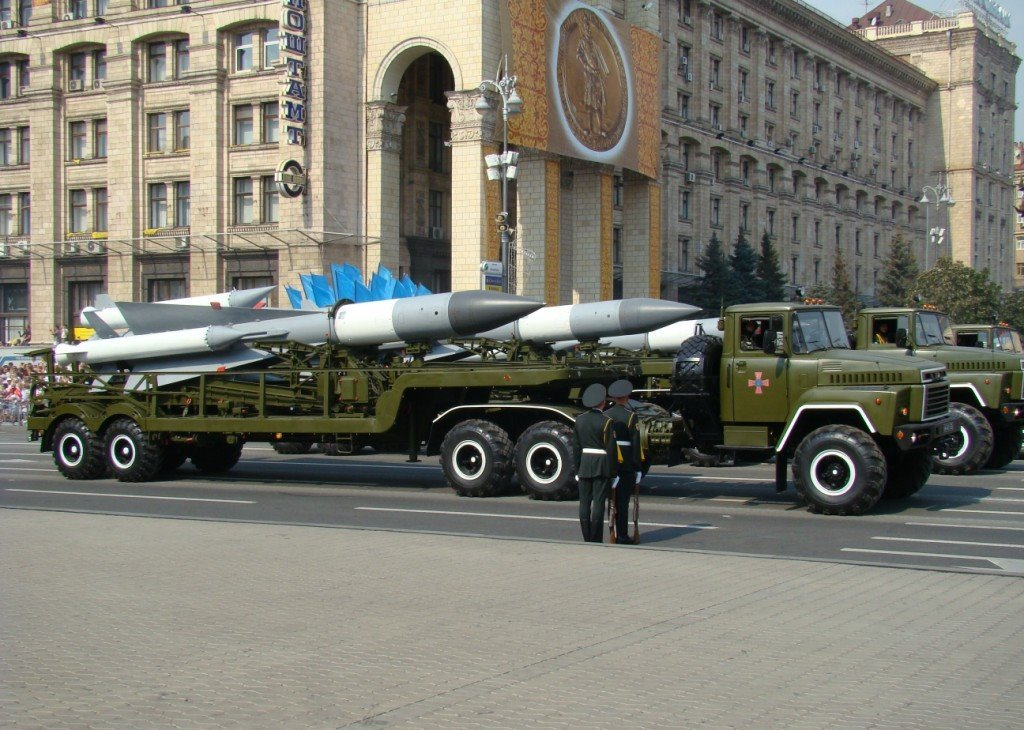
Pociski S-200 w pozycji transportowej

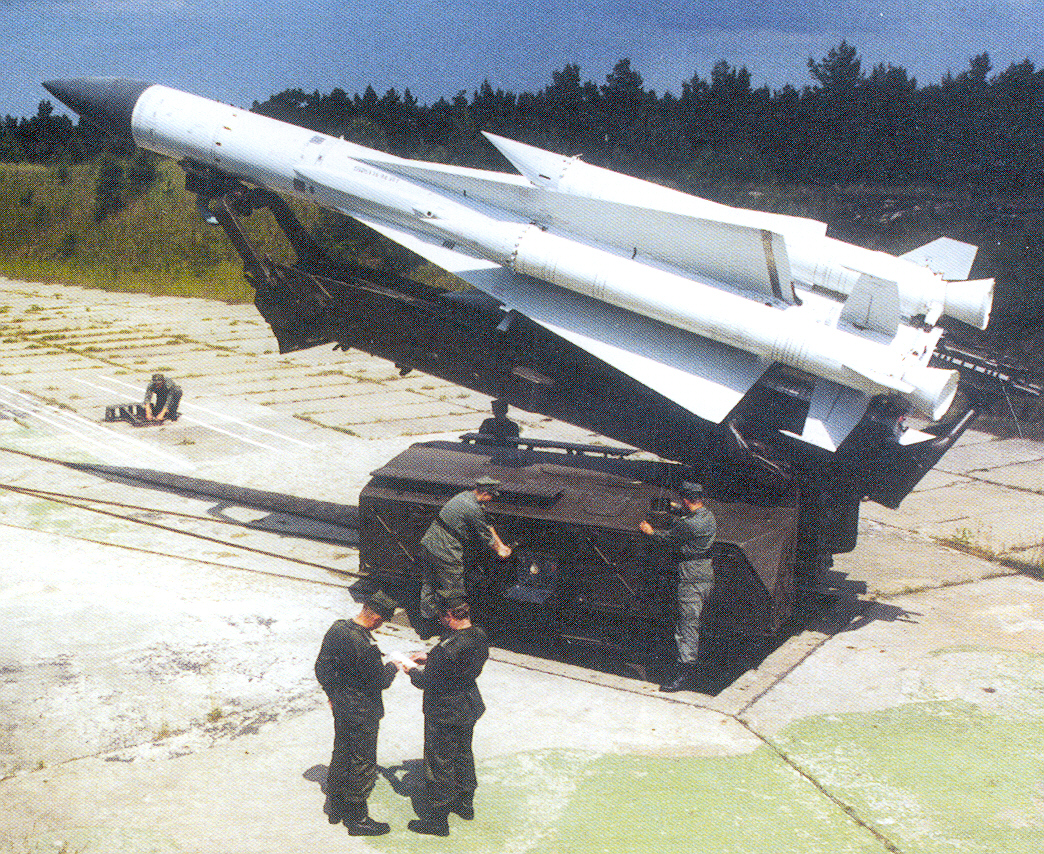
Zestaw S-200 Wega w służbie polskiej

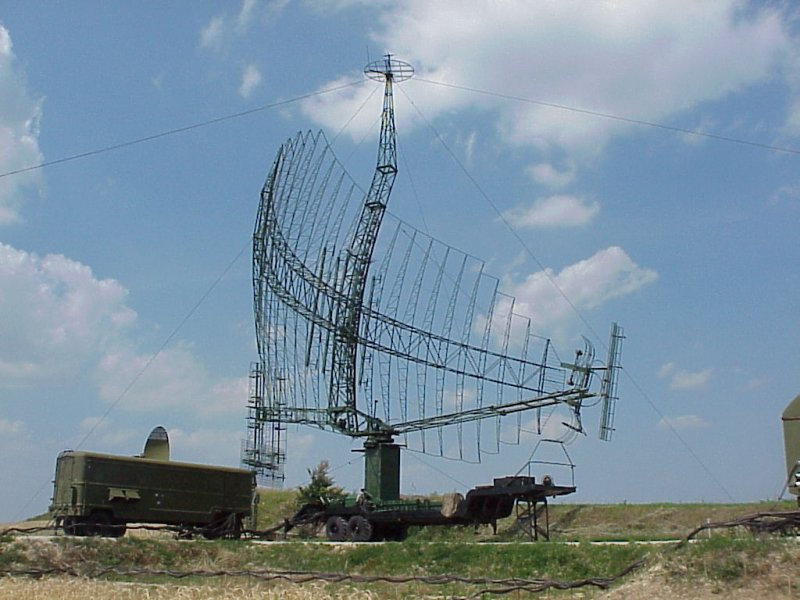
Radar P-14

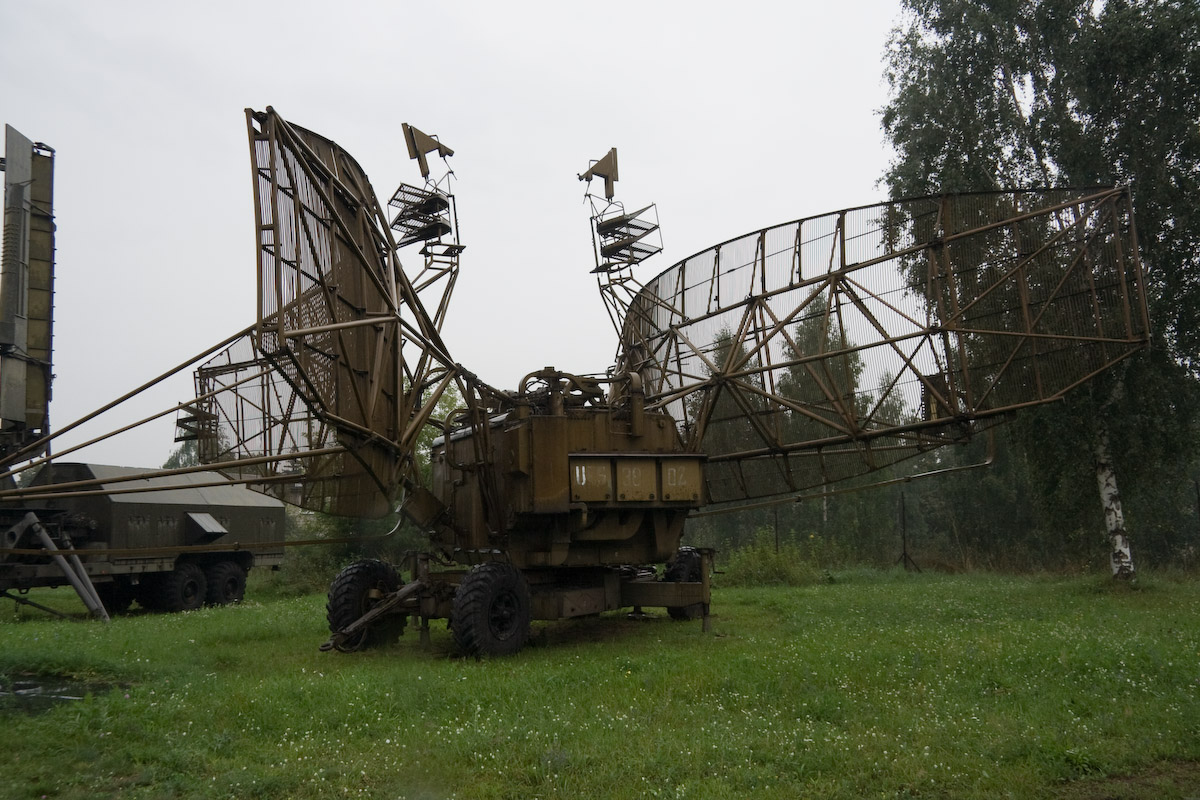
Radar 5N87 jako eksponat w Muzeum Polskiej Techniki Wojskowej

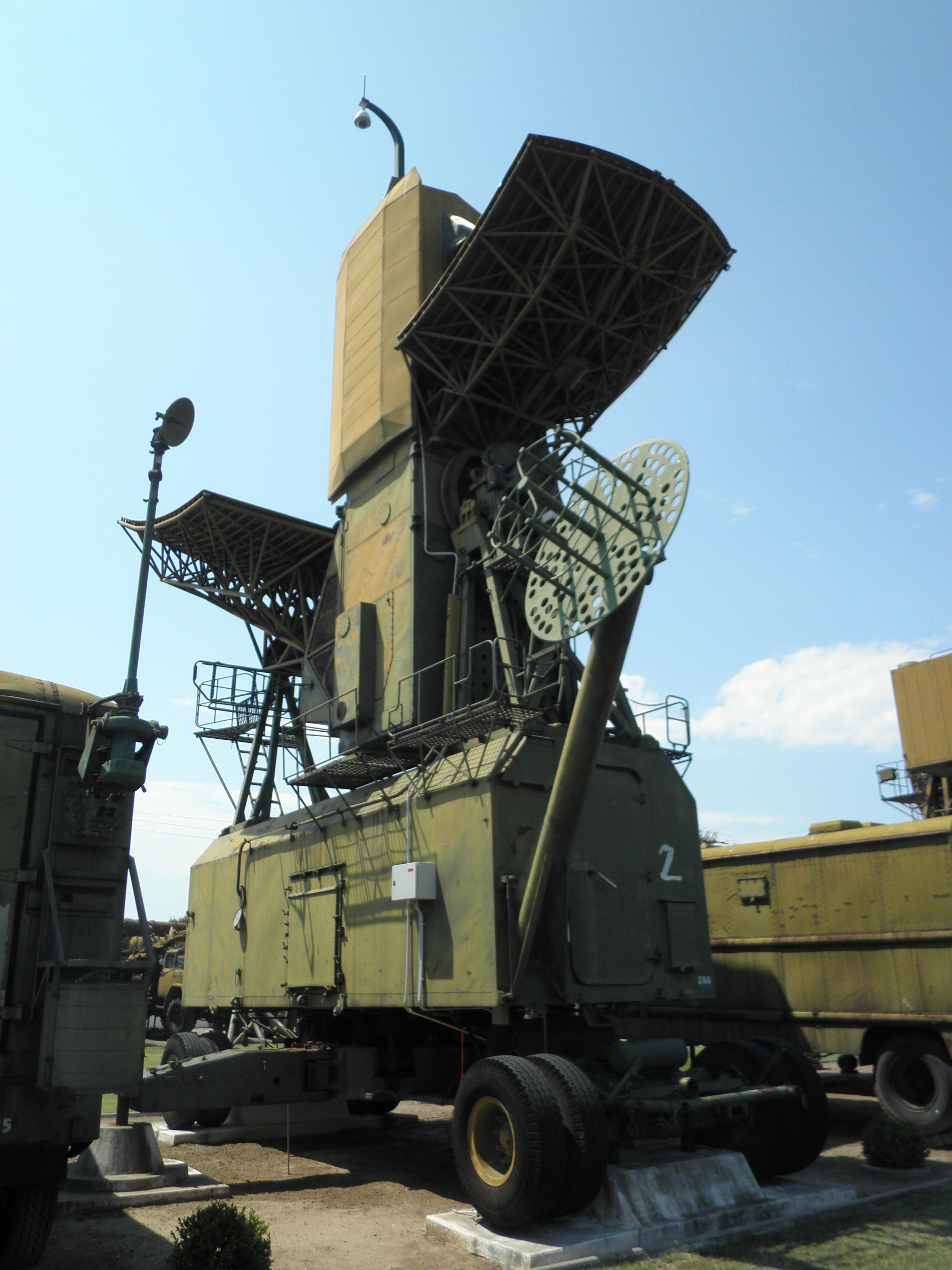
Radar 5N62 w muzeum wojskowym w Kecel

S-200 Wega – radziecki przeciwlotniczy system rakietowy dalekiego zasięgu (zasięg do 300 km, zależnie od wersji). W kodzie NATO oznaczony jako SA-5.

## Historia rozwoju
W 1956 roku biuro konstrukcyjne KB-1 rozpoczęło prace nad nowym systemem przeciwlotniczym dalekiego zasięgu oznaczonym jako S-175. Pociski opracowywanego zestawu miały w założeniu razić cele na dystansie do 60 kilometrów, dwa razy większym niż ówcześnie wykorzystywane wersje systemu S-75, który równolegle poddawano modernizacji. Prace nad nowym systemem przerwano jednak, gdy okazało się, że ulepszona wersja zestawu S-75M jest w stanie razić cele na dystansie 56 kilometrów, czyli zbliżonym do założeń dotyczących S-175.
W 1958 roku rozpoczęto prace nad nowym przeciwlotniczym zestawem rakietowym dalekiego zasięgu o oznaczeniu S-200. W odróżnieniu od wprowadzonych dotąd na uzbrojenie systemów miał to być zestaw mobilny. Założenie to nie zostało w pełni zrealizowane, ponieważ czas zwijania i przygotowania zestawu do transportu wynosił ponad półtorej godziny, co w zasadzie dyskwalifikowało zestaw S-200 jako sprzęt mobilny. Ustalono, że powinien charakteryzować się możliwością zwalczania celów poruszających się na dużych wysokościach, takich jak samoloty zwiadowcze czy bombowce. Zgodnie z ustaleniami nowe rakiety powinny być w stanie niszczyć cele lecące z prędkością do 3500 kilometrów na godzinę, na wysokości od 5 do 35 kilometrów w odległości do 150 kilometrów od wyrzutni. Pierwsze strzelania z zestawu S-200 odbyły się w 1960 roku. Pierwszą jednostką, która otrzymała nowe zestawy, była 79. Brygada Przeciwlotnicza Jarosławskiego Okręgu Obrony Powietrznej, zaś rozmieszczanie nowego systemu na terenie byłego ZSRR zakończono w latach 1973–1974.
Na przestrzeni lat Wega poddawana była modernizacjom. W 1969 roku wprowadzono na uzbrojenie wersję S-200W Wega z nową wersją rakiety 5W21W. Zastosowano w niej nową głowicę, odporną na zakłócenia aktywne i umożliwiającą start bez konieczności namierzenia celu przez wyrzutnię (namierzanie następowało już po starcie). System dawał też możliwość atakowania dwóch celów jednocześnie. Kolejną modernizacją była S-200M Wega-M z rakietą 5W28. Modernizacja polegała na zwiększeniu zasięgu do 200 kilometrów i zmianie zakresu wysokości operowania – wynosił on od 300 metrów do 40 kilometrów. Zainstalowano też nowe źródło zasilania, pozwalające na dłuższy lot rakiety (nawet do 350 kilometrów w testach poligonowych) i nowy silnik marszowy.
Na potrzeby eksportowe stworzono wersję S-200WE Wega-E, której zasięg ograniczono do 240 kilometrów. Wersja eksportowa mogła zwalczać pięć celów. W porównaniu z poprzednimi wariantami, miała większe możliwości zwalczania celów wykonanych w technologii stealth. S-200WE znalazł się na wyposażeniu wojsk Polski, Węgier, Czechosłowacji, Bułgarii, Niemiec Wschodnich, Syrii, Libanu, Iranu i Korei Północnej. W 1974 roku rozpoczęto prace nad modernizacją oznaczoną jako S-200D Dubna. Charakteryzowała się ona zwiększoną odpornością na zakłócenia radioelektroniczne i zasięgiem zwiększonym do 300 kilometrów. Zestaw w ograniczonej liczbie wszedł na uzbrojenie w 1987 roku.

## Skład zestawu S-200 Wega
W skład pojedynczego zestawu S-200 Wega wchodzą między innymi:
Stanowisko dowodzenia:
- stanowisko kierowania i rozdziału celów w kabinie K9M
- radiolokacyjne środki rozpoznania P-14 i PRW -17
- kabina sprzężenia 52Ł6E
- wieża kontrolna K7 do imitowania sygnału odbitego od celu
- elektrownie polowe ESD-200 w kabinie K-20
- kabina rozdzielcza K-21

Dywizjon ogniowy:
Bateria radiotechniczna:
- stacja radiolokacyjna podświetlania celów powietrznych
- kabina przekształcania napięcia zasilania K22

Bateria startowa:
- kabina przygotowania startu K3W
- sześć wyrzutni rakiet 5P72W z rakietami 5W28 (1 pluton startowy na trzy wyrzutnie),
- po dwie maszyny załadowcze 5Ju24ME na każdą wyrzutnię
- samochód transportowo załadowczy 5T82M1E

### Stacje radiolokacyjne
- P-14 / 5N84A („Dubrava”) kod NATO: Tall King – radar wczesnego ostrzegania (zasięg 600 km, maksymalna wysokość wykrywania celu 46 km, pasmo A). W późniejszym czasie zastąpiony przez radar 5N69 (kod NATO: Big Back) – radar wczesnego ostrzegania (zasięg 600 km, działający w paśmie E)[5][3].
- 5N87 (kod NATO: Back Net lub Back Trap) – radar wczesnego ostrzegania (ze specjalnym detektorem małej wysokości, zasięg 380 km, pasmo E)[5][3].
  - 5N87M – radar cyfrowy (napęd elektryczny zamiast hydraulicznego)[5][3].
- P-35/37 (kod NATO: Bar Lock/Bar Lock B) – radar wykrywania celów (zasięg 392 km, pasmo E oraz F)[5][3].
- PRV-11 (kod NATO: Side Net) bądź w wersjach późniejszych PRV-13 (kod NATO: Odd Pair) – radar do pomiaru wysokości, działający w paśmie E[5][3].
- P-15M (kod NATO: Squat Eye) – radar wykrywania celów (zasięg 128 km, pasmo C)[5][3].

## Wersje
Wersje rozwojowe systemu S-200:
- S-200 „Angara” (pierwotnie S-200A) – pocisk V-860 (5W21) lub W-860P (5W21A), wszedł do służby w 1967 roku, zasięg – 160 km, wysokość zwalczanych celów – 20 km.
- S-200W „Wega” – wersja ze zmodyfikowanym systemem uodpornionym na zakłócanie. Stanowisko dowodzenia K-9M zostało zmodernizowane, zastosowano zmodyfikowany pocisk W-860PW (5W21P). Przyjęty do służby w 1970 roku, zasięg – 180 km.
- S-200M „Wega-M” – zmodernizowana wersja S-200W, pod kątem zastosowania zunifikowanego pocisku W-880 (5W28) z fragmentacją burzącą lub W-880N (5W28N). Zastosowano dopalacze startowe na paliwo stałe, zasięg zwiększono do 240 km.
- S-200D „Dubna” – głębsza modernizacja S-200, zasięg zwiększony do 300 km, wysokość rażenia celu – do 40 km. Rozwój zestawu rozpoczęto w 1981 roku, zaś testy trwały w latach 1983-1987. Do służby wprowadzono je w limitowanej liczbie.

## Eksploatacja w Polsce
System Wega został wprowadzony na wyposażenie Sił Zbrojnych RP (wówczas PRL) w latach 80. XX wieku w wersji S-200WE. Posiada on możliwość zwalczania celów na dystansie do ok. 250 km i na wysokościach ponad 30 km, przy czym jest przeznaczony przede wszystkim do rażenia słabo manewrujących celów takich jak bombowce czy samoloty wczesnego ostrzegania. System przeszedł modernizację ze standardu S-200WE do wersji S-200C. Głównym celem tej modernizacji było rozdzielenie zestawu na dwa dywizjony rakietowe, zdolne do samodzielnych działań w odległych od siebie rejonach, zwiększenie efektywności dowodzenia, kierowania ogniem oraz poprawienie parametrów technicznych i niezawodnościowych poprzez zastosowanie nowoczesnych układów elektronicznych. W 2019 roku podpisano umowę na remont z modyfikacją systemu, co pozwoliło na przedłużenie jego eksploatacji w Wojsku Polskim.
S-200 Wega trafił w 1986 na wyposażenie 78 Pułku Rakietowego Obrony Powietrznej. Współcześnie (2017) stanowi wyposażenie 36 Dywizjonu Rakietowej Obrony Powietrznej wchodzącego w skład 3 Warszawskiej Brygady Rakietowej Obrony Powietrznej. 

## Użytkownicy
Lista użytkowników systemu S-200:

### Aktualni
- Algieria
- Azerbejdżan
- Bułgaria
- Indie
- Iran
- Kazachstan
- Mjanma
- Korea Północna
- Rosja
- Syria
- Turkmenistan
- Ukraina
- Uzbekistan

### Byli
- Białoruś
- Czechosłowacja
- Czechy
- Niemcy Wschodnie
- Niemcy
- Węgry
- Mołdawia
- Gruzja
- Mongolia
- Polska[12]
- Związek Radziecki